# AviPa Barracuda (LP-02)
O AviPa Barracuda (LP-02) é um navio-patrulha da Marinha do Brasil da Classe Marlim.
Encomendado em junho de 2004, a embarcação foi construída em alumínio. O navio está subordinado ao 3º Distrito Naval da Marinha do Brasil operando no Grupamento de Patrulha Naval do Nordeste.
A lancha de patrulha (LP) foi reclassificada como aviso de patrulha (AviPa) e o indicativo no casco passou a ser (GptPNNE-01).